# Gresse (Drac)
Die Gresse ist ein Fluss in Frankreich, der im Département Isère in der Region Auvergne-Rhône-Alpes verläuft. Sie entspringt im Regionalen Naturpark Vercors, an der Nordostflanke des Gipfels Petit Veymont (2120 m), im Gemeindegebiet von Gresse-en-Vercors, entwässert generell in nordöstlicher Richtung und mündet nach rund 35 Kilometern im Gemeindegebiet von Varces-Allières-et-Risset, knapp südlich von Grenoble, als linker Nebenfluss in den Drac.

## Orte am Fluss
- Gresse-en-Vercors
- Saint-Guillaume
- Les Saillants du Gua, Gemeinde Le Gua
- Vif
- Varces, Gemeinde Varces-Allières-et-Risset